# Диогу де Азамбужа

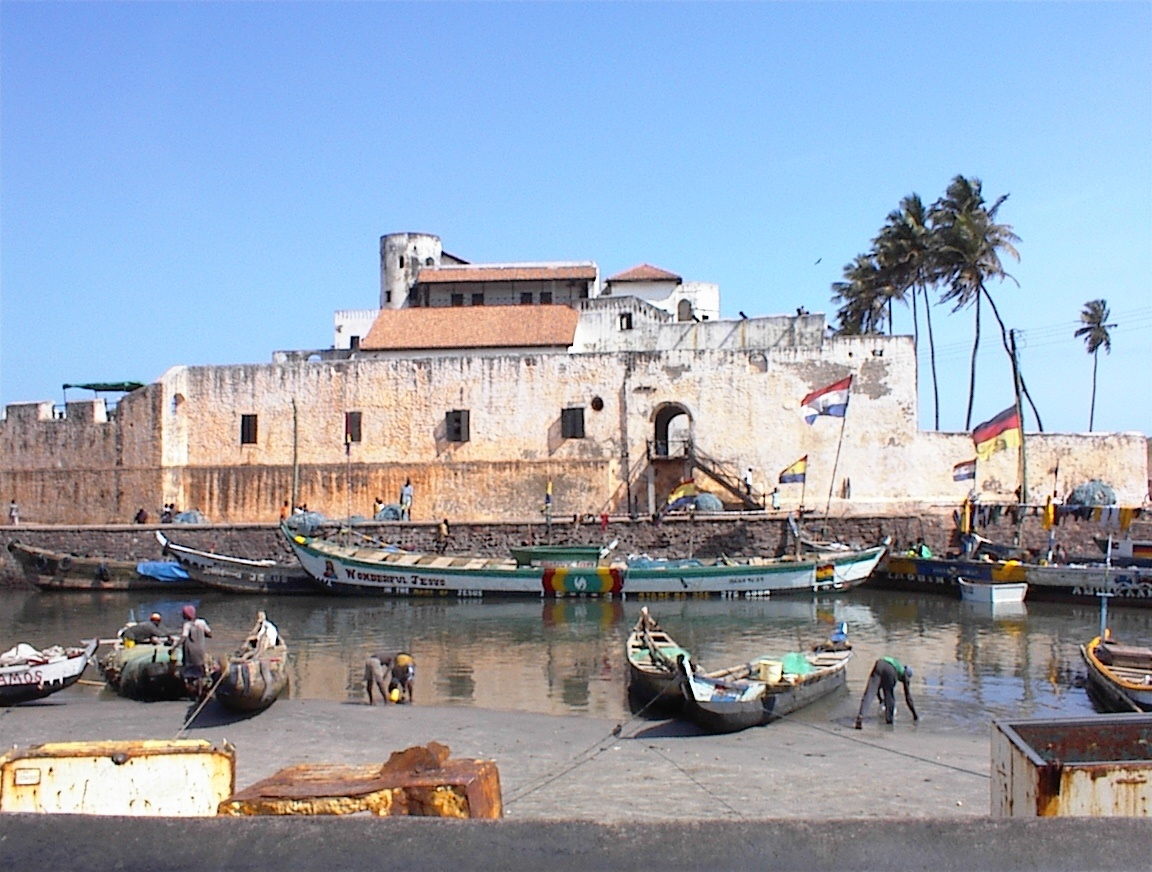
Крепость Эльмина

Диогу де Азамбужа (порт. Diogo de Azambuja, 1432—1518) — португальский дворянин (фидалгу), мореплаватель. Известен тем, что руководил строительством крепости Сан-Жоржи-да-Мина (Эльмина) — первого португальского форпоста в Африке южнее Сахары.

## Биография
В юности отличился на военной службе, в одном из сражений получил ранение в ногу. Позже был советником у короля Афонсу V.
В 1481 году на престол вступил Жуан II, который приказал не только продолжать плавания к югу вдоль западного побережья Африки, намеченные в то время уже покойным Генрихом Мореплавателем, но и укрепиться на ранее открытых землях, а для этого в числе прочего требовалось построить крепость на Золотом Берегу. С этой целью вскоре была снаряжена флотилия из 9 каравелл и 2 нау, на которых разместились 600 солдат и около 100 каменщиков и плотников. В числе прочих в экспедиции приняли участие будущие знаменитые мореплаватели Диогу Кан, Бартоломеу Диаш и Христофор Колумб. Корабли были загружены не только провиантом и необходимым для мореплавания снаряжением, но и большим количеством строительных материалов. Начальником флотилии и руководителем строительства был назначен Диогу де Азамбужа.
19 января 1482 года корабли прибыли в выбранный для строительства район на побережье Гвинейского залива, где сразу же началось строительство крепости, которая была возведена весьма быстро. Уже летом оттуда отправился в своё первое плавание к югу Диогу Кан. После завершения строительства и установления торговых связей с местным населением Диогу де Азамбужа приказал основной части флотилии возвращаться в Португалию, а сам, оставив при себе около 60 солдат, исполнял обязанности коменданта крепости до 1484 года, после чего вернулся в Лиссабон.
О его дальнейшей жизни до наших дней дошло не так много сведений, но известно, что Диогу де Азамбужа служил королю на различных постах вплоть до глубокой старости и умер в возрасте 86 лет.